# Bruno Génard
Bruno Génard (Villeneuve-Saint-Georges, 22 febbraio 1961) è un ex pentatleta francese.

## Palmarès
In carriera ha conseguito i seguenti risultati:
- Mondiali:

Warendorf 1983: bronzo nel pentathlon moderno a squadre.